# Cibrino
Cibrino med det borgerlige navn Carlo Peter Grønbæk Sørensen (født 17. september 1920 i København, død 26. marts 2009 Farsø) var en dansk gøgler, der også var kendt som "Rottekongen". Han optrådte i mange år over det meste af Danmark med lirekasse og tamme rotter. I syv år rejste han sammen med Ingeborg Hinge, der siden etablerede Gøglermuseet i Vorbasse.
På markedspladsen i Løgumkloster indgår Cibrino i en skulptur af Alice Buchhave. Den forestiller initiativtageren til gøglergudstjenester, sognepræst Anders Bork Hansen, med Cibrino og stodderkongen Bamse ved siden af. Den blev indviet i 1981 af justitsminister Ole Espersen.
Carlo Sørensen voksede op i trange kår med sine fem søskende. Han fik som syv-årig meningitis og lå i sengen i ni år. Af samme grund gik han ikke meget i skole og måtte derfor finde en levevej, som ikke indbefattede skolegang. Interessen for rotter kom af at se den daværende rottemester Kaptajn Jeno håndtere rottedressuren.
Cibrinos verbal-ekvilibristiske veltalenhed blev i hans sort-røde kjolesæt og med dyrene, som kunne klatre, hejse flag og gøgle, til en sommerbegivenhed i mange småbyer i Danmark, Norge og Sverige. Ofte blev han af politiet fjernet midt under en forestilling, fordi han ikke forud havde indhentet den obligatoriske tilladelse til gøgleri. Men det gav netop mere omtale til hans cirkus, som også omfattede papegøjen Bølle, dresserede geder samt noget så sjældent som "skeletter af siamesiske tvillinger".
Den 77-årige rotte-maestro måtte af helbredsårsager stoppe den hårde langfart på landevejene og forsøgte forgæves at sælge sit lille cirkus. Efter lang tids sygdom, sov Cibrino stille ind på Farsø Sygehus. Cibrino havde allerede i 1989 fået sig en, med rotte og høj hat prydet, gravsten på Rold Kirkegård. Han vidste nok hvor han ville hvile sit eget skelet.
Cibrino efterlod en voksen datter og søn. Efter faderens død fik sønnen lyst til at følge lidt i faderens fodspor som gade- og markedsgøgler med en slags lirekasse "forklædt" som harmonika.